# هايتوشي ناجاساوا
هايتوشي ناجاساوا (باليابانية: 長澤英俊؛ بالكانا: ながさわ ひでとし) هو نحات ومهندس معماري ياباني، ولد في 30 أكتوبر 1940 في منشوريا في الصين، وتوفي في 24 مارس 2018 في ميلانو في إيطاليا.